# 土耳其宗教
土耳其宗教（2016）

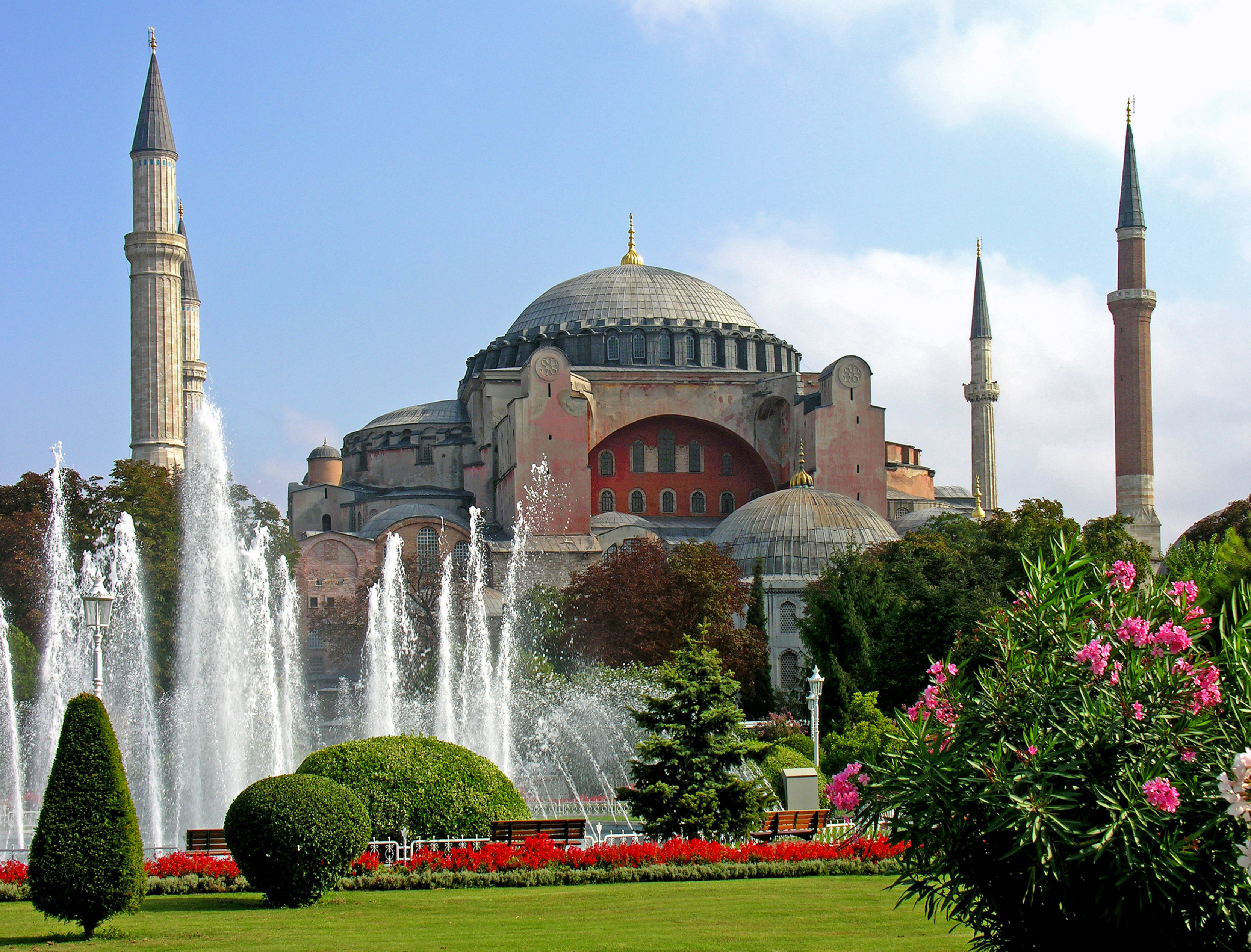
土耳其最著名的宗教建築聖索非亞。由東羅馬帝國皇帝查士丁尼在公元6世紀建於君士坦丁堡；其原為一座東正教教堂，後來先後被改為清真寺和博物館。2020年，土耳其官方簽發命令再次將此建築從博物館改為清真寺。

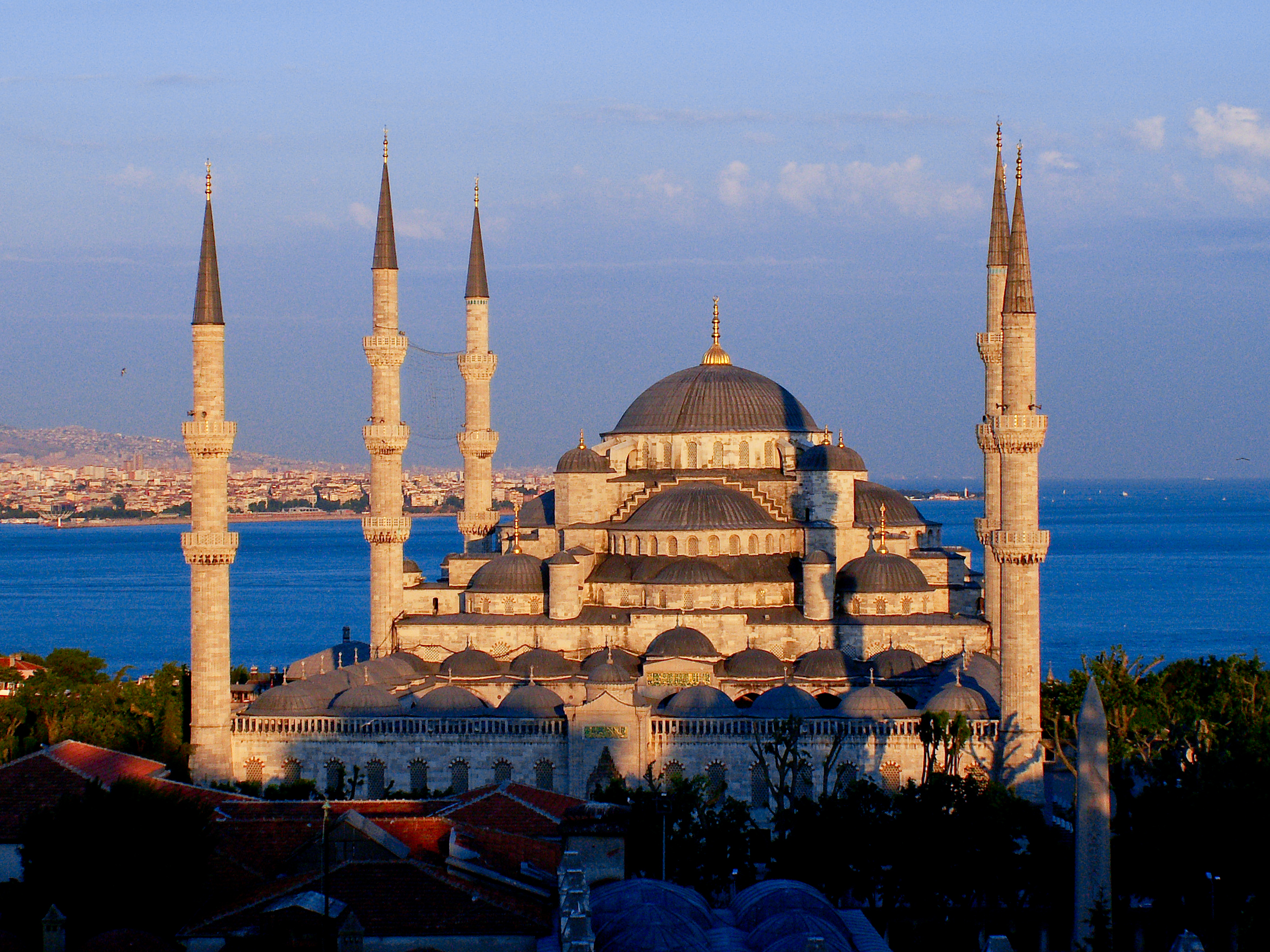
蘇丹艾哈邁德清真寺

伊斯蘭教是土耳其的主要宗教，根據國家的規定，99.8％的人口自動被國家登記為穆斯林，如果父母任何一方都沒有任何其他官方認可的宗教信仰。由於這種方法，穆斯林的官方人數包括沒有宗教的人，改宗的基督徒/猶太教徒；與伊斯蘭教，基督宗教或猶太教不同信仰的人以及與父母宗教信仰不同的人，但沒有申請更改個人信仰的記錄。目前，土耳其不允許將個人宗教信仰改為伊斯蘭教、基督宗教或猶太教以外的任何信仰，而基督信仰和猶太教信仰只接受由官方認可的基督教堂或猶太會堂發布的承認文件。根據易普索最新調查， 2016年伊斯蘭教是土耳其的主要宗教，佔總人口的82％，其中10％為無宗派穆斯林人士，其次是基督宗教（5％）。土耳其大多數穆斯林是遜尼派（約佔65％），什葉派穆斯林佔4％。在土耳其的什葉派穆斯林中，少數屬於伊斯瑪儀派。 非穆斯林的宗教人口為基督徒（東正教和亞美尼亞使徒教會）和塞法迪猶太人，佔土耳其總人口的4％。

## 伊斯蘭教

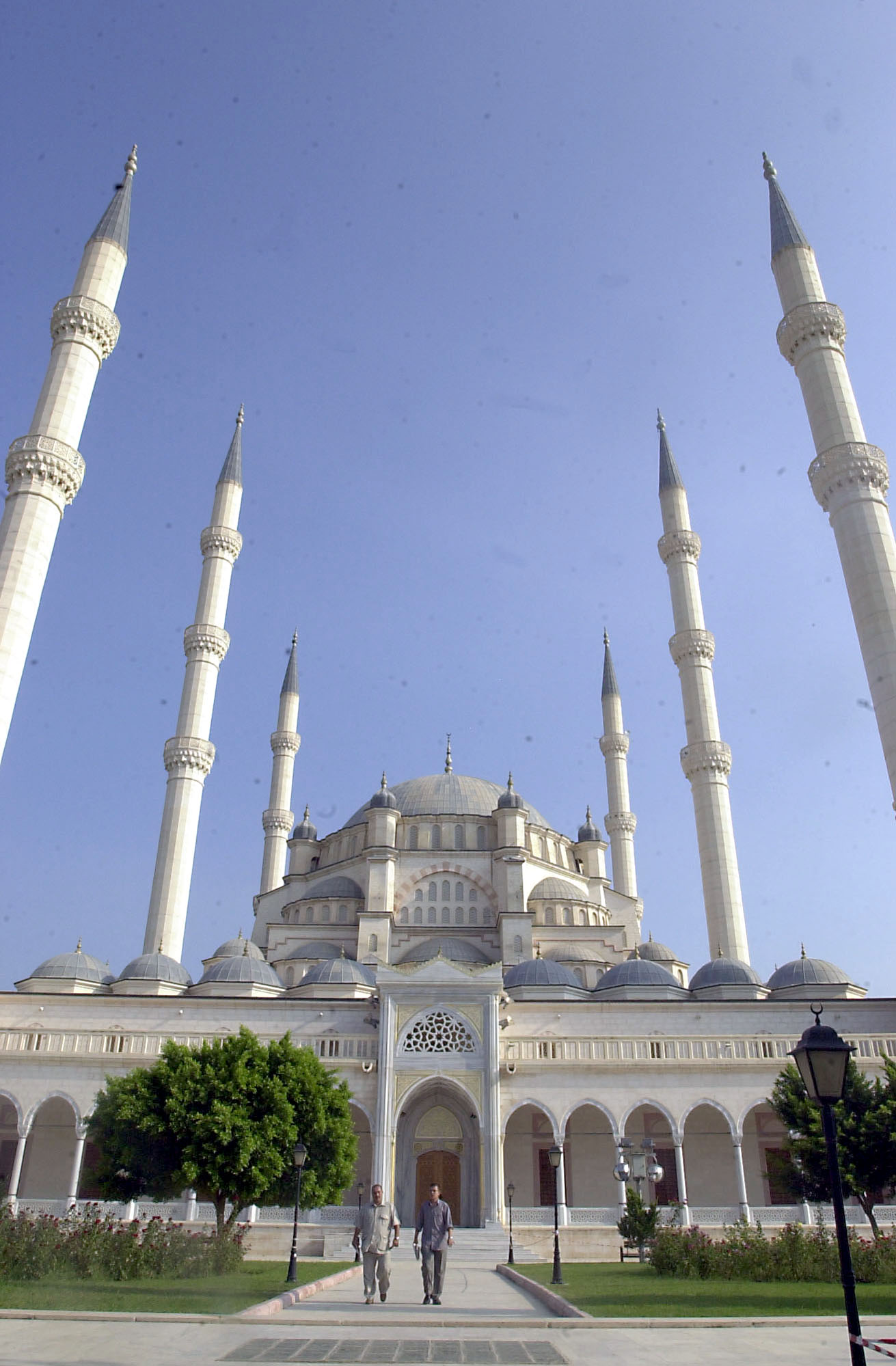
阿達納的Sabanci中央清真寺

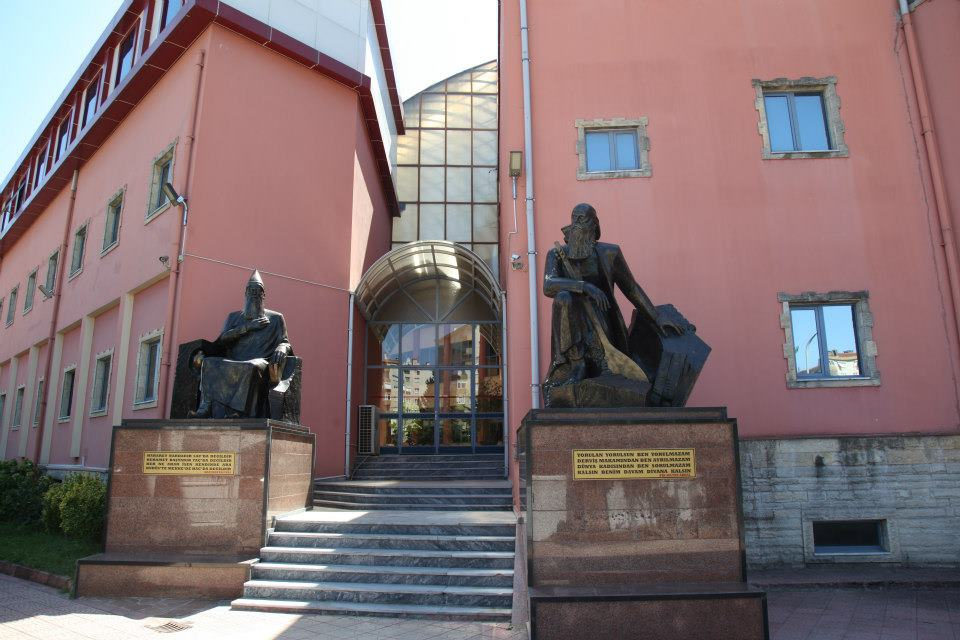
An Alevi Cemevi, or house of worship, in Kartal, Istanbul

伊斯蘭教是土耳其最大的宗教，超過70％的土耳其穆斯林屬於遜尼派中哈乃斐派，超過20％的土耳其穆斯林屬於什葉派的分支阿列維派。 蘇菲主義、拜克塔什教團、納克什班迪教團和阿赫邁底亞在土耳其也有分佈。
早在西元七世紀，伊斯蘭教就傳入了由現今的土耳其地區，特別是土耳其的東部。遜尼派伊斯蘭教的主流學派哈乃斐派大部分由國家透過宗教事務局組織起來，宗教事務局在罷黜鄂圖曼帝國哈里發政權之後成立，管理著土耳其所有的清真寺和穆夫提，是土耳其最高的宗教權威。

至今，土耳其全國仍有數千個歷史悠久的清真寺。在塞爾柱帝國和鄂圖曼帝國時期建造的著名清真寺包括伊斯坦布爾的蘇丹艾哈邁德清真寺和蘇萊曼尼耶清真寺，埃迪爾內的塞利米耶清真寺，布爾薩的綠色清真寺，科尼亞的阿拉丁清真寺梅烏拉那博物館。土耳其共和國時期建造的大清真寺包括安卡拉的科札德佩清真寺和阿達納的Sabanci中央清真寺。

## 其他宗教

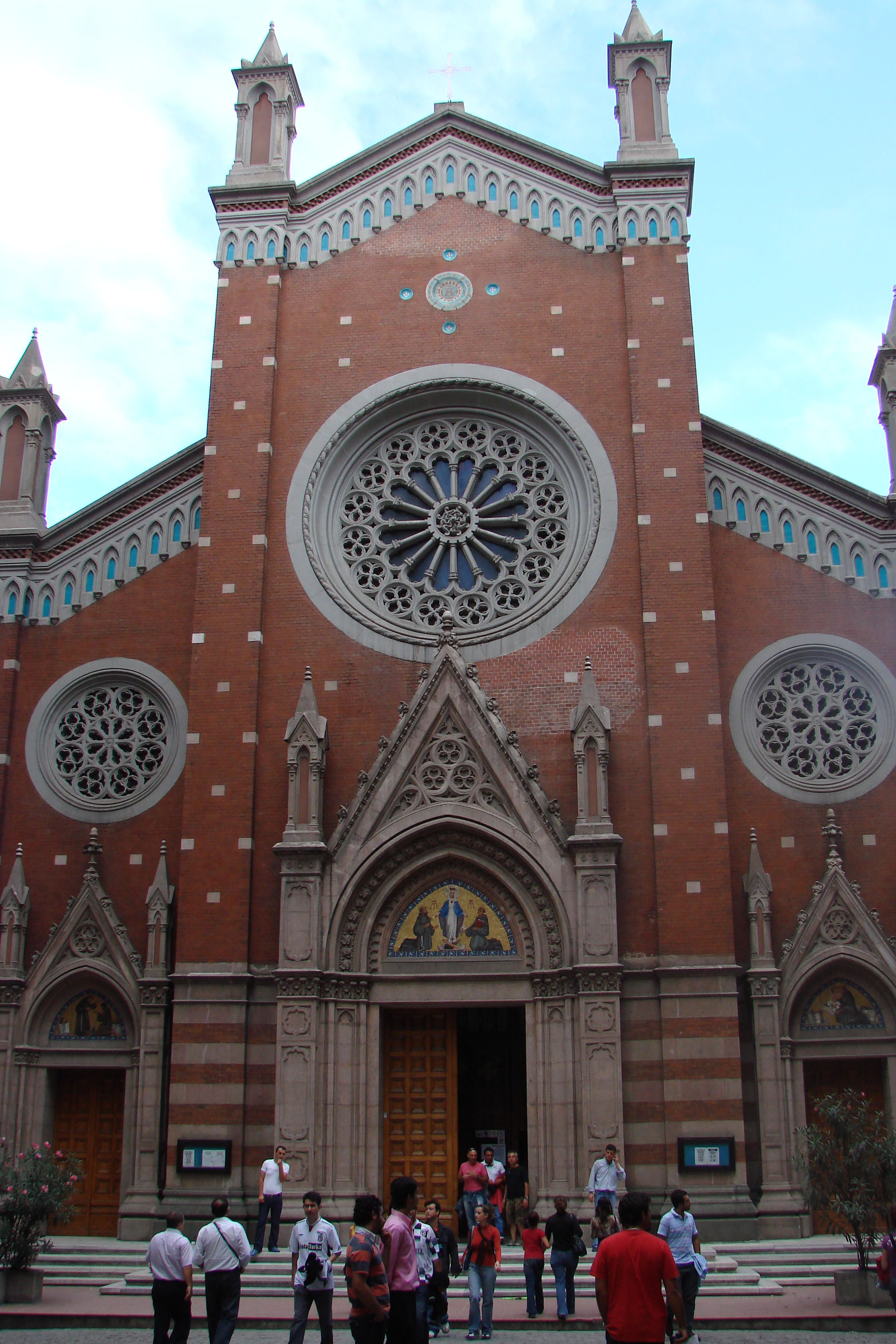
伊斯坦堡的帕多瓦的聖安多尼聖殿

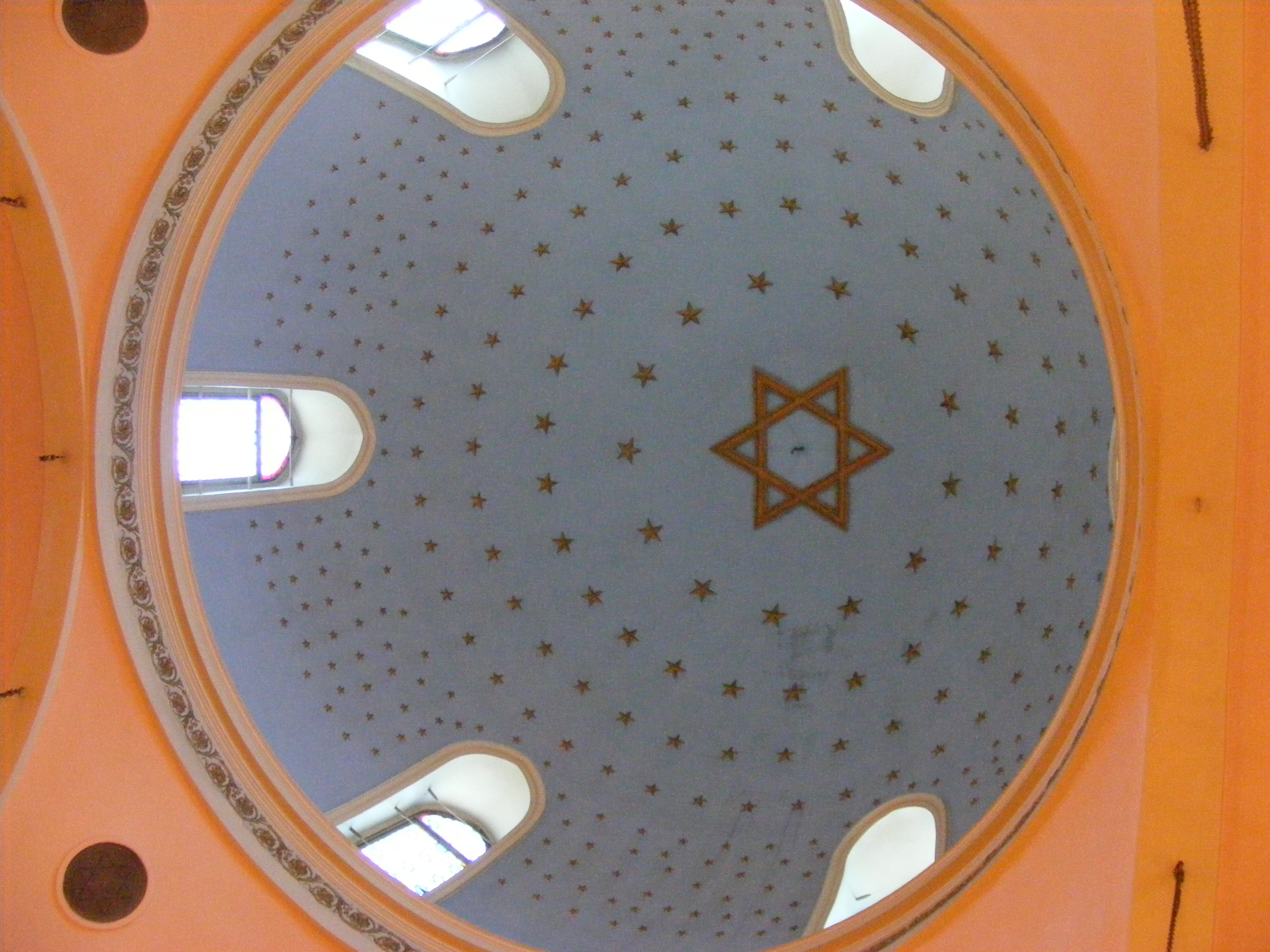
阿什肯納茲猶太會堂的圓頂

土耳其非穆斯林的宗教人口屬於其他宗教，特別是基督宗教（東正教、亞美尼亞使徒教會、敘利亞東方正統教會、天主教和新教）和猶太教（主要是塞法迪猶太人和一個較小的阿什肯納茲猶太人）。
土耳其有許多基督教堂和猶太會堂遍布全國各地，如聖喬治主教座堂，帕多瓦聖安多尼聖殿，聖神聖殿主教座堂，和平谷猶太會堂，義大利猶太會堂和阿什肯納茲猶太會堂；也有許多歷史教堂被改成清真寺或博物館，如伊斯坦布爾的聖索非亞和科拉教堂。土耳其也有一個小的新教基督徒社群，大約有4000至5000人，大部分為穆斯林改宗。

## 無宗教
無宗教在土耳其是少見的，因為伊斯蘭教是土耳其主要的信仰，但是自有記錄以來，人數每年都在增加。 土耳其的無神論者或不可知論者的數量是難以量化的，因為他們在國家的普查中沒有被正式統計。
最近的民意調查顯示，2013年有450萬人沒有宗教信仰。同一機構進行的民意調查顯示，到2015年，這一數字達到了550萬人，這表明約有9.4％的土耳其公民沒有宗教信仰。同樣的數據也表明，所有非宗教信徒中有85％的人小於35歲。

## 無神論
在土耳其，無神論是繼伊斯蘭教後最大的社群。根據民意測驗，無神論者的比例從2012年的2％上升到2016年的6％。許多土耳其無神論者通過網路交流。

## 世俗主義
土耳其憲法為世俗主義，沒有官方的國教。在土耳其的世俗主義本質上和法國的政教分離相似。土耳其憲法承認宗教自由而宗教團體則在國家的保護和管轄之下，宗教界不能參與政治（如組建宗教政黨）或建立宗教學校。任何政黨都不能和宗教有關係；然而，宗教意識形態通常是通過保守派來表現的。
政教分離在1923年土耳其共和國成立後不久就在土耳其建立起來，並規定土耳其沒有官方宗教，政府和國家也不受宗教影響。1920至1930年代土耳其國父穆斯塔法·凱末爾·阿塔圖爾克推動的凱末爾改革進一步確立世俗主義在土耳其的建立。儘管土耳其官方為世俗主義，但還是有管理宗教的宗教事務局（土耳其語：DiyanetİşleriBaşkanlığı），其目的是法律規定「執行關於信仰，崇拜和伊斯蘭教倫理的事務，啟迪民眾的宗教信仰，並管理神聖的禮拜場所」。 宗教事務局通常簡稱為Diyanet，管理土耳其77,500間清真寺，並支付的阿訇工資。從1980年代開始，宗教在土耳其就成了一個分裂的問題，因為有影響的宗教派系對凱末爾改革所要求的完全世俗化提出質疑，而且對伊斯蘭教實踐的遵守也經歷了重大的複興。在21世紀初，伊斯蘭教組織在雷傑甫·塔伊甫·艾爾多安所屬的正義與發展黨執政後，對世俗主義國家的觀念提出了強烈的挑戰。
土耳其透過“洛桑條約”（1923年）承認非穆斯林少數民族的公民的政治和宗教信仰自由的權利。實際上，土耳其只承認希臘人，亞美尼亞人和猶太人。阿列維派、拜克塔什教團和賈法里派的穆斯林以及天主教和新教的基督徒都沒被承認。2013年，歐洲人權法院裁定土耳其歧視阿列維派的宗教自由。

## 宗教狀況
| 宗教教派                        | 估計人口         | 限制活動 | 官方承認通過憲法或國際條約           | 政府資助禮拜場所和宗教工作人員 |
| ------------------------------- | ---------------- | -------- | ------------------------------------ | ------------------------------ |
| 遜尼派 伊斯蘭教 - 哈乃斐派      | 70% (56,000,000) | 沒有     | 是通過憲法中提到的Diyanet（第136條） | 是，通過Diyanet                |
| 遜尼派 伊斯蘭教 - 沙斐儀派      | 70% (56,000,000) | 沒有     | 是通過憲法中提到的Diyanet（第136條） | 是，通過Diyanet                |
| 什葉派 伊斯蘭教 - 阿列維派      | 25% (20,000,000) | 是       | 只有當地的市政當局，而不是法定的     | 是，通過一些地方政府           |
| 什葉派 伊斯蘭教 - 賈法里派      | 4% (3,200,000)   |          | 沒有                                 | 沒有                           |
| 什葉派 伊斯蘭教 - 阿拉維派      | 1% (800,000)     |          | 沒有                                 | 沒有                           |
| 基督宗教 - 亞美尼亞使徒教會     | 65,000           | 是       | 是，透過洛桑條約 (1923)              | 沒有                           |
| 猶太教                          | 20,000           | 是       | 是，透過洛桑條約 (1923)              | 沒有                           |
| 基督宗教 - 拉丁禮天主教         | 20,000           |          | 沒有                                 | 沒有                           |
| 基督宗教 - 敘利亞東方正統教會   | 15,000           | 是       | 沒有                                 | 沒有                           |
| 基督宗教 - 安條克希臘正教會     | 10,000           | 是       | 是，透過洛桑條約 (1923)              | 沒有                           |
| 基督宗教 - 加色丁禮天主教       | 8,000            | 是       | 沒有                                 | 沒有                           |
| 基督宗教 - 新教                 | 5,500            | 是       | 是                                   | 是                             |
| 基督宗教 - 東正教會             | 5,000            | 是       | 是，透過洛桑條約 (1923)              | 沒有                           |
| 基督宗教 - 亞美尼亞禮天主教     | 3,500            | 是       | 是，透過洛桑條約 (1923)              | 沒有                           |
| 基督宗教 - 敘利亞禮天主教       | 2,000            | 是       | 沒有                                 | 沒有                           |
| 基督宗教 - 亞美尼亞新教         | 1,500            | 是       | 是，透過洛桑條約 (1923)              | 沒有                           |
| 騰格里                          | 1,000            |          | 沒有                                 | 沒有                           |
| 亞茲迪                          | 500              |          | 沒有                                 | 沒有                           |
| 基督宗教 - 土耳其正教會         | 400              |          | 是，透過洛桑條約 (1923)              | 沒有                           |
| 基督宗教 - 希臘拜占庭禮天主教會 | 50               | 是       | 是，透過洛桑條約 (1923)              | 沒有                           |

## 外部連結
- Altınlı-Macić, M., & Coleman, T. J. III, (2015). Spirituality and Religion: An Empirical Study Using a Turkish Muslim Sample. （页面存档备份，存于） In Z. Agilkaya-Sahin, H. Streib, A. Ayten & R. Hood (Eds.), Psychology of Religion in Turkey (pp. 161–176). Leiden: Brill. doi: 10.1163/9789004290884_008
- Sevinc, K., Hood, R. W. Jr., Coleman, T. J. III, (2017). Secularism in Turkey （页面存档备份，存于）. In Zuckerman, P., & Shook, J. R., (Eds.), The Oxford Handbook of Secularism. Oxford University Press.
- The Legal Status of the Ecumenical Patriarchate （页面存档备份，存于）
- Turkey's delay in introducing protection for the rights of religious minorities （页面存档备份，存于）